# Brajići, Budva
Brajići este un sat din comuna Budva, Muntenegru. Conform datelor de la recensământul din 2003, localitatea are 30 de locuitori (la recensământul din 1991 erau 46 de locuitori).

## Demografie
În satul Brajići locuiesc 30 de persoane adulte, iar vârsta medie a populației este de 49,2 de ani (49,8 la bărbați și 48,6 la femei). În localitate sunt 13 gospodării, iar numărul mediu de membri în gospodărie este de 2,31.
Populația localității este foarte eterogenă.
|  |

| Demografie | Demografie | Demografie |
| An         | Locuitori  | Locuitori  |
| ---------- | ---------- | ---------- |
|            |            |            |
|            |            |            |
|            |            |            |
|            |            |            |
| 1948       | 132        |            |
| 1953       | 154        |            |
| 1961       | 159        |            |
| 1971       | 70         |            |
| 1981       | 55         |            |
| 1991       | 46         | 46         |
| 2003       | 30         | 30         |

| \| Componența etnică conform recensământului din 2003[2] \| Componența etnică conform recensământului din 2003[2] \| Componența etnică conform recensământului din 2003[2] \| Componența etnică conform recensământului din 2003[2] \| Componența etnică conform recensământului din 2003[2] \| \| ----------------------------------------------------- \| ----------------------------------------------------- \| ----------------------------------------------------- \| ----------------------------------------------------- \| ----------------------------------------------------- \| \| \| \| \| \| \| \| Sârbi \| Sârbi \| \| 16 \| 53,33% \| \| Muntenegreni \| Muntenegreni \| \| 13 \| 43,33% \| \| necunoscută \| necunoscută \| \| 0 \| 0% \| |              |  |    |        |
| Componența etnică conform recensământului din 2003 |              |  |    |        |
| |              |  |    |        |
| Sârbi | Sârbi        |  | 16 | 53,33% |
| Muntenegreni | Muntenegreni |  | 13 | 43,33% |
| necunoscută | necunoscută  |  | 0  | 0%     |